# Ibrahim Bey
Ibrahim Bey (vero nome Shinjikashvili) (Martkopi, 1735 – 1817)  fu un ufficiale mamelucco, comandante militare e governatore dell'Egitto per conto del sultano ottomano.

## Biografia

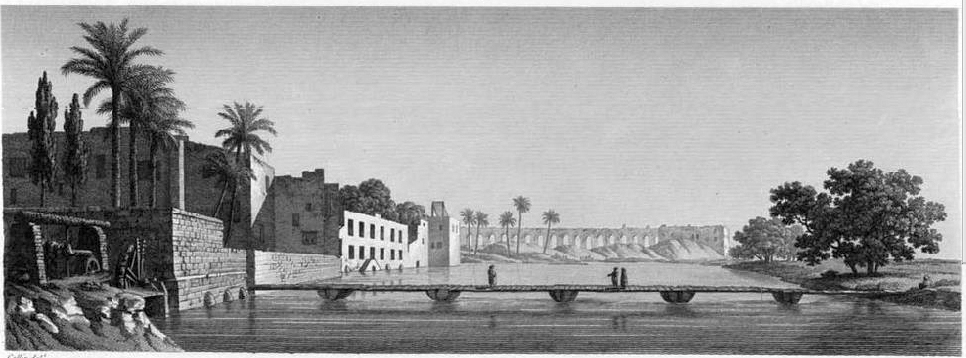
La residenza nell'isola di Al-Rudah.

Nato nel piccolo villaggio di Martkopi, presso Tbilisi, venne ancora giovane catturato da ottomani nel quadro della loro peculiare istituzione del devshirme, venendo chiamato col nome di Ibrahim, che aveva il suo padrone. Passò quindi al servizio del governatore dell'Egitto di quel tempo il quale, per la sua lealtà espressa nel suo servizio, lo liberò, concedendogli piena autorità sul Cairo. Quando il suo padrone morì, ne occupò di fatto il posto con Murad Bey.
Durante la campagna d'Egitto, nella battaglia delle piramidi del 1798 venne sconfitto dal generale Napoleone Bonaparte, mentre nella battaglia di Heliopolis del 1800 venne battuto dal generale Kléber, che aveva sostituito il generale Bonaparte al comando del corpo di spedizione francese. Questo accantonò definitivamente la sua figura politica e rimase nell'ombra sino alla propria morte, giunta nel 1816 o 1817, essendo sopravvissuto anche al massacro dei neo-Mamelucchi operato da Mehmet Ali nel 1811.